# Coelorachis
Coelorachis là một chi thực vật có hoa trong họ Hòa thảo (Poaceae).

## Loài
Chi Coelorachis gồm các loài: